# اکسا، بتمن
اکسا، بتمن (به لاتین: Akça, Batman) یک منطقهٔ مسکونی در کشور ترکیه است که در استان باتمان واقع شده‌است.

## خصوصیات
اکسا ۵۱۷ نفر جمعیت دارد.